# Sándor Németh
Sándor Németh (ur. 31 stycznia 1957 w Kenyeri) – węgierski zapaśnik walczący w stylu wolnym. Olimpijczyk z Moskwy 1980, gdzie zajął ósme miejsce w kategorii 57 kg.
Szósty na mistrzostwach świata w 1986. Czwarty na mistrzostwach Europy w 1980 roku.
- Turniej w Moskwie 1980

Pokonał Karima Muhsina z Iraku i Juana Rodrígueza z Kuby, a przegrał z Siergiejem Biełogłazowem z ZSRR i Iwanem Coczewem z Bułgarii.